# Нонтон, Крис
Крис Нонтон (англ. Chris Naunton) — британский египтолог, писатель и телеведущий, эксперт по жизни Флиндерса Питри.
Изучал египтологию в университетах Бирмингема и Суонси и получил степень доктора философии. Был директором Общества исследования Египта. В 2013 году он представил программу «Тутанхамон: тайна сожжённой мумии» (англ. Tutankhamun: The mystery of the Burnt Mummy) на канале Channel 4 в Великобритании.
Участвовал в программе по преподаванию египтологии и истории Древнего Египта под названием «Игра в прошлое» (англ. Playing in the Past), сериале Twitch, основанном на реконструкциях видеоигры «Assassin’s Creed Origins», которую он считает «лучшей визуализацией Древнего Египта».

## Публикации
- Naunton, Christopher Hugh. Regime Change and the Administration of Thebes During the Twenty-fifth Dynasty :  [англ.]. — Swansea University, 2011.
- Naunton, Chris. Searching for the Lost Tombs of Egypt :  [англ.]. — Thames & Hudson, 2019-09-24. — ISBN 978-0-500-77452-6.
- Naunton, Chris. King Tutankhamun Tells All! :  [англ.] / Chris Naunton, Guilherme Karsten. — Thames & Hudson, 2021-05-28. — ISBN 978-0-500-65255-8.
- Naunton, Chris. Egyptologists' Notebooks: The Golden Age of Nile Exploration in Words, Pictures, Plans, and Letters :  [англ.]. — Getty Publications, 2020. — ISBN 978-1-60606-676-8.